# 軍隊記念日
軍の貢献を称え、戦死者を追悼するために軍隊記念日（ぐんたいきねんび、英語: Armed Forces Day）を設けている国がある。この記事では、各国における状況を記載する。なお、軍隊記念日のほかにアメリカ合衆国における退役軍人記念日（Veteran's Day）やイギリス連邦諸国における戦没者追悼記念日（Remembrance Day）といったものもある。また軍ごとに記念日（海軍記念日・陸軍記念日）を設けている国もある。

## アメリカ合衆国
アメリカ合衆国においては、5月第3土曜日を軍隊記念日としている。かつては陸軍・海軍・海兵隊・沿岸警備隊のそれぞれの記念日があったが、それを統合したものとして1949年に設けられた。

## イタリア
イタリアにおいては11月4日が軍隊記念日（Giorno delle Forze Armate）とされている。これは第一次世界大戦におけるイタリアの勝利を記念したものである。

## エジプト
エジプトにおいては、第四次中東戦争の開戦を記念して10月6日が「軍隊記念日」とされている。

## オーストラリアおよびニュージーランド
オーストラリアおよびニュージーランドにおいては、アンザック軍団の活動を称えるアンザック記念日が4月25日に行われる。

## カナダ
カナダにおいては6月第一日曜日が「カナダ軍の日」とされている。

## シンガポール
シンガポールにおいては、7月1日が「軍隊記念日」とされている。

## 中華民国
中華民国においては、軍人節を9月3日に祝う。
1945年9月3日、日本が南京において中華民国国民政府に降伏文書を提示し、日中戦争が終結したことを記念している。それまでは7月7日の陸軍節、8月14日の空軍節、12月12日の憲兵節と個別（海軍は無し）に定められていたが、1955年、軍隊記念日を統一するため、9月3日を三軍の軍人節と定め現在に至っている。中華民国の「紀念日及節日實施弁法」では国防関係者の休日と定められている。

## 中華人民共和国
中華人民共和国では、1927年8月1日の南昌起義を記念し、中国人民解放軍建軍記念日（zh）としている。

## 大韓民国
韓国では10月1日を「国軍の日」としている。朝鮮戦争中、それまで劣勢だった韓国陸軍第三師団が1950年10月1日に38度線を越えて一転攻勢に出たことにちなんでいる。

## イラク
イラクでは1月6日が軍隊記念日。

## ブラジル
ブラジルにおいては8月25日を「兵士の日」として祝う。

## ペルー
ペルーにおいては、9月24日が「軍隊記念日」とされている。

## ポーランド
ポーランドにおいては、ソ連・ポーランド戦争におけるヴィッスラ川の奇跡を祝し、8月15日が「軍隊記念日」とされている。

## ルーマニア
ルーマニアにおいては、第二次世界大戦において全国土が解放された日を祝し、10月25日が「軍隊記念日」とされている。なお、これは国王ミハイ1世の誕生日に合わせたものでもあった。

## 日本
日本においては11月1日が自衛隊記念日とされている。1966年に制定されている。ただし、祝日とはなっていない。
第二次世界大戦までは、陸軍記念日、海軍記念日が制定されていた。